# Fatimé Goukouni Oueddei
Fatimé Goukouni Oueddei est une femme politique tchadienne. Depuis 2022, elle est ministre des Transports. Elle est la fille de l'ancien Président du Tchad Goukouni Weddeye, dans le gouvernement d'union nationale de transition de 1979 à 1982.

## Biographie
Le 26 octobre 2020, elle est nommée directrice générale adjointe de l'Agence nationale des investissements et des exportations (ANIE).
En octobre 2022, Fatimé Goukouni Oueddei est nommée ministre des Transports terrestres et de la Sécurité routière dans le gouvernement dit « de transition » de Saleh Kebzabo.
Fatimé Goukouni Oueddei est nommée ministre des Transports, de l'Aviation civile et de la Météorologie du Tchad dans le gouvernement de Succès Masra en janvier 2024. Elle est reconduite à ce poste dans le gouvernement Halina I et dans le deuxième gouvernement Halina.